# Доун, Шейн
Шейн А́льберт До́ун (англ. Shane Albert Doan; род. 10 октября 1976, Halkirk, Альберта) — канадский хоккеист, проведший всю карьеру в одном клубе — «Аризона Койотис». Входит в число 20 лидеров в истории НХЛ по количеству сыгранных матчей в регулярных сезонах. Двукратный чемпион мира в составе сборной Канады (2003, 2007).
Объявил о завершении карьеры в августе 2017 года.
Троюродный брат голкипера «Монреаля» Кэри Прайса. У Шейна и его жены Андреа 4 детей. Сын Шейна Джош (род. 2002) был выбран на драфте 2021 года «Аризоной» под общим 37-м номером и марте 2024 года дебютировал в составе «Койотис», забросив 2 шайбы в первой игре.

## Достижения
- Двукратный обладатель Мемориального кубка (1994, 1995, «Камлупс Блейзерс»)
- Обладатель Стэффорд Смайт Мемориал Трофи — самому ценному игроку розыгрыша Мемориального кубка 1995 г.
- Обладатель Кинг Клэнси Мемориал Трофи — 2010
- Обладатель Приза имени Марка Мессье — 2012
- Двукратный участник матчей всех звёзд НХЛ (2004 и 2009)

## Статистика
| Легенда | Легенда                    | Легенда | Легенда                   | Легенда | Легенда    |
| ------- | -------------------------- | ------- | ------------------------- | ------- | ---------- |
| И       | Количество проведённых игр | Штр     | Штрафное время            | +/−     | Плюс-минус |
| Г       | Голы                       | П       | Голевые передачи          | О       | Очки       |
| -       | Статистика неизвестна      | —       | Статистика не учитывалась |         |            |